# Настоящие тли
Настоящие тли, или афидиды, или просто тли (лат. Aphididae) — семейство полужесткокрылых насекомых из надсемейства тлей (Aphidoidea). Все тли питаются растительными соками. Многие виды способны распространять вирусы растений и вызывать у растений различные аномалии, такие как галлы и галлоподобные образования.

## Описание
Тли — маленькие насекомые, величина которых не превышает несколько мм. Лишь отдельные виды достигают длины от 5 до 7 мм. Будучи растительными паразитами, тли оснащены специальным хоботком, способным прокалывать поверхность побегов или листьев. Все виды содержат крылатые и бескрылые формы. Первые обеспечивают массовое размножение посредством партеногенеза, а вторые способствуют распространению и перемене хозяина. Усики состоят из 6 или 5 члеников (реже из 4 или 3). На кончиках усиков расположены органы обоняния — ринарии.

## Образ жизни
Тли питаются растительными соками, богатыми углеводами и нуждаются прежде всего в содержащихся там аминокислотах. При этом они обычно выделяют большие количества сладкого раствора, так называемую падь. Зачастую она привлекает различные другие виды насекомых и позвоночныхХарактерен симбиоз с некоторыми видами муравьёв, которые защищают («пасут») тлю (мирмекофилия) и получают от неё взамен выделения, содержащие сахар.

## Размножение

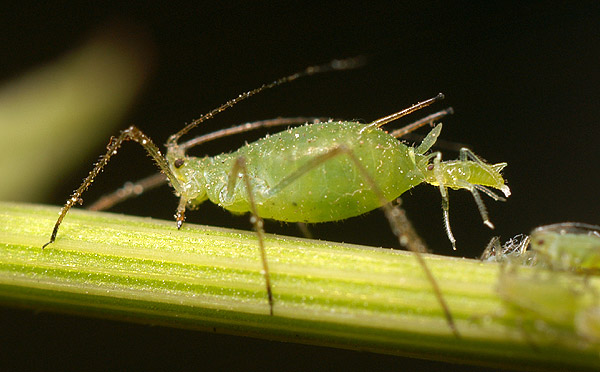
Живорождение у тлей

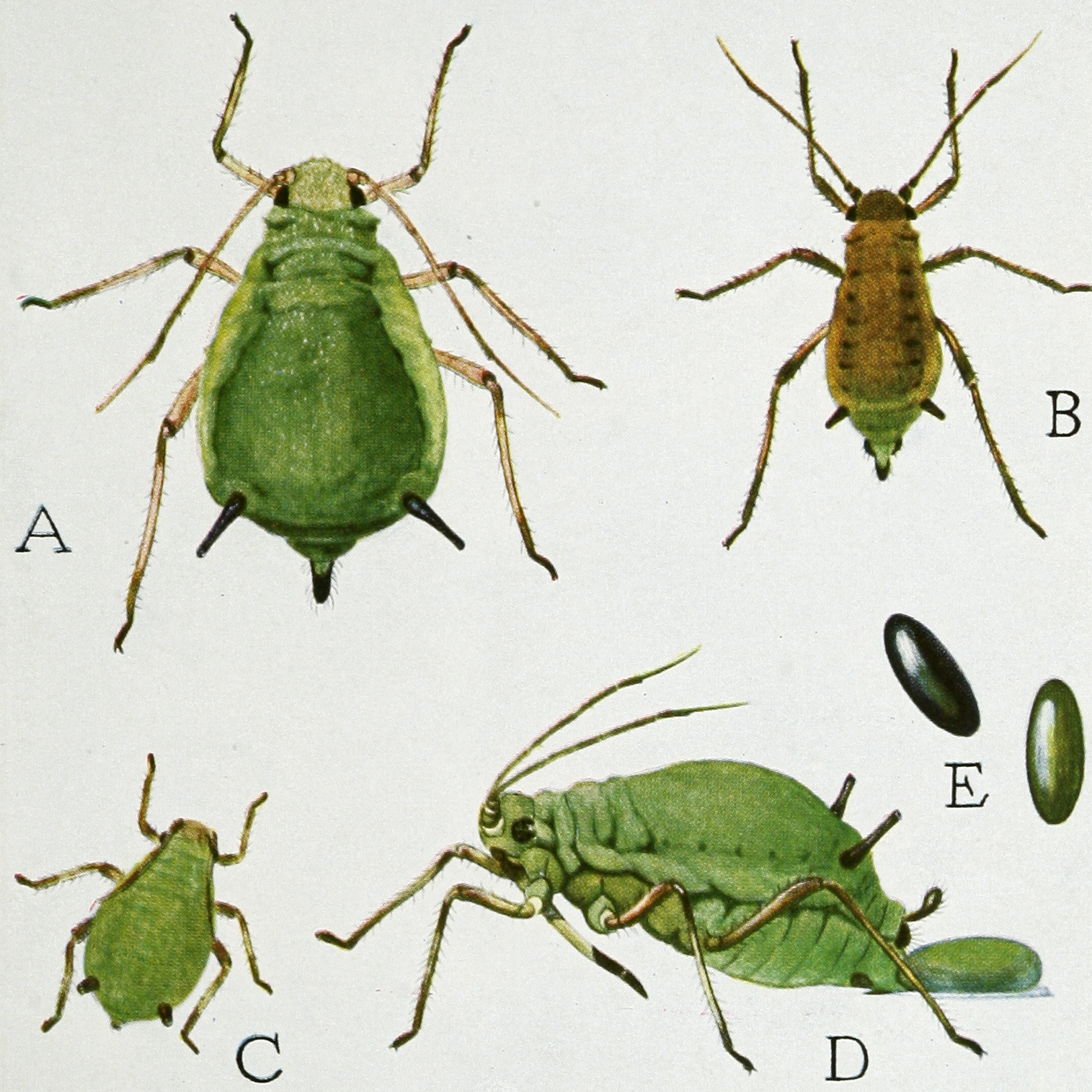
Стадии развития тли

Большинство видов тлей размножаются на протяжении нескольких поколений с помощью партеногенеза. Определённое поколение появляется на свет крылатым и разнополым. У видов, которые меняют хозяев, это происходит перед заселением нового растения или при слишком быстром росте колонии и связанным с этим перенаселением. Крылатые особи способны преодолевать большие расстояния и создавать новые колонии на новых местах. Согласно новым исследованиям, рождение крылатых тлей может быть вызвано и особыми ароматными веществами, которые выделяются тлями, когда они подвергаются нападению со стороны врагов, например божьих коровок. Эти предупредительные вещества вызывают в колонии большое беспокойство и повышенное движение. При этом создаётся эффект перенаселения, что вызывает быстрое производство крылатого потомства.

## Систематика тлей
В каталоге тлей 1997 года (в объёме мировой фауны) указано 599 валидных родов и 4700 видов и подвидов (с синонимами 1089 и 7522, соответственно). Настоящих тлей ранее объединяли с семействами Adelgidae и Phylloxeridae (Phylloxeroidea, например, филлоксеры). Семейство Aphididae состоит из следующих подсемейств (некоторым из них иногда придают ранг самостоятельных семейств):
- Подсемейство Anoeciinae (или Anoeciidae): Aiceona —Anoecia — †Berendtaphis — †Bolshayanoecia — Krikoanoecia
- Подсемейство Aphidinae
  - Триба Aphidini
    - Подтриба Aphidina: Aleurosiphon — Andinaphis — Anthemidaphis — Aphis — Brachyunguis — Braggia — Casimira — Chomaphis — Cryptosiphum — Eastopiella — Ephedraphis — Iowana — Misturaphis — Nevadaphis — Paradoxaphis — Pehuenchaphis — Protaphis — Ryoichitakahashia — Sanbornia — Seneciobium — Siphonatrophia — Swirskiaphis — Szelegiewicziella — Toxoptera — Toxopterina — Xerobion
    - Подтриба Rhopalosiphina: Asiphonaphis — Hallaphis — Hyalopterus — Hysteroneura — Melanaphis — Mordvilkoiella — Mutillaphis — Pseudotoxoptera — Rhopalosiphum — Schizaphis

  - Триба Macrosiphini: Abstrusomyzus — Acaudella — Acaudinum — Acuticauda — Acutosiphon — Acyrthosiphon — Akkaia — Anuraphis — Aspidophorodon — Aulacorthum — Brachycaudus — Brevicoryne — Brevisiphonaphis — Capraphis — Dysaphis — Jacksonia — Macrosiphina — Macrosiphum — Megoura — Muscaphis — Myzus — Nasonovia — Nearctaphis — Neoamphorophora — Neomacromyzus — Neomariaella — Neomyzus — Neopterocomma — Neorhopalomyzus — Neosappaphis — Neotoxoptera — Nietonafriella — Nippodysaphis — Nudisiphon — Obtusicauda — Oedisiphum — Ossiannilssonia — Ovatomyzus  — Ovatus — Pentalonia — Tenuilongiaphis — Uhlmannia — Uroleucon — Utamphorophora — Vesiculaphis — Viburnaphis — Volutaphis — Wahlgreniella — Xenosiphonaphis — Zinia
  - Триба Pterocommatini (или Pterocommatinae): Pterocomma
- Подсемейство Battichaitophorinae
- Триба Calaphidini:
  - Подтриба Calaphidina:
    - Betacallis — Betulaphis — Boernerina — Calaphis — Callipterinella — Cepegillettea — Clethrobius — Euceraphis — Hannabura — Neobetulaphis — Oestlundiella — Symydobius — Taoia

  - Подтриба Monaphidina:
    - Crypturaphis — Latgerina — Monaphis — Platyaphis
- Триба Panaphidini: Crypturaphis
  - Подтриба Panaphidina:
    - Appendiseta — Bicaudella — Chromaphis — Chromocallis — Chuansicallis — Chucallis — Cranaphis — Ctenocallis — Dasyaphis — Eucallipterus — Indiochaitophorus — Melanocallis — Mesocallis — Monellia — Monelliopsis — Neochromaphis — Neocranaphis — Panaphis — Phyllaphoides — Protopterocallis — Pseudochromaphis — Pterocallis — Quednaucallis — Sarucallis — Shivaphis — Sinochaitophorus — Subtakecallis — Takecallis — Therioaphis — Tiliaphis — Tinocallis — Tinocalloides

  - Подтриба Myzocallidina:
    - Andorracallis — Apulicallis — Hoplocallis — Hoplochaetaphis — Hoplochaitophorus — Lachnochaitophorus — Mexicallis — Myzocallis — Neosymydobius — Patchia — Serratocallis — Siculaphis — Tuberculatus — Wanyucallis
- Подсемейство Chaitophorinae: Atheroides — Chaitophorus — Periphyllus
  - Триба Chaitophorini: Chaitogenophorus — Chaitophorus — Lambersaphis — Periphyllus — Pseudopterocomma — Trichaitophorus — Yamatochaitophorus
  - Триба Siphini: Atheroides — Caricosipha — Chaetosiphella  — Laingia — Sipha
- Подсемейство Drepanosiphinae (или Drepanosiphidae): род Drepanosiphum — Drepanaphis — Drepanosiphoniella — Yamatocallis
- Подсемейство Greenideinae (или Greenideidae): роды Anomalosiphum, Greenidea, Mollitrichosiphum, Pentatrichosiphum
  - Триба Cervaphidini: Anomalaphis — Anomalosiphum — Brasilaphis  — Cervaphis — Meringosiphon — Sumatraphis
  - Триба Greenideini: Allotrichosiphum — Eutrichosiphum — Greenidea — Greenideoida — Mesotrichosiphum — Mollitrichosiphum — Tritrichosiphum
  - Триба Schoutedeniini:Eonaphis — Paulianaphis — Schoutedenia
- Подсемейство Hormaphidinae (или Hormaphididae): роды Aleurodaphis — Cerataphis — Euthoracaphis — Hamamelistes — Hormaphis — Protohormaphis — Pseudoregma — Unicohormaphis …
  - Триба Nipponaphidini: Allothoracaphis — Asiphonipponaphis — Dermaphis — Dinipponaphis — Distylaphis — Euthoracaphis  — Indonipponaphis — Lithoaphis — Mesothoracaphis — Metanipponaphis — Metathoracaphis — Microunguis — Monzenia — Neodermaphis — Neohormaphis — Neonipponaphis — Neoreticulaphis — Neothoracaphis — Nipponaphis — Paranipponaphis — Parathoracaphis — Parathoracaphisella — Pseudothoracaphis — Quadrartus — Quernaphis — Reticulaphis — Schizoneuraphis — Sinonipponaphis — Thoracaphis
- Подсемейство Israelaphidinae: Israelaphis
- Подсемейство Lachninae (или Lachnidae): Lachnus — Neonippolachnus — Nippolachnus — …
- Подсемейство Lizeriinae: Aniferella† — Ceriferella — Electromyzus† — Lizerius — Mindazerius† — Paoliella — Tertiaphis†
- Подсемейство Macropodaphidinae: Macropodaphis — Megapodaphis†
- Подсемейство Mindarinae (или Mindaridae): Mindarella† — Mindarus — Nordaphis†
- Подсемейство Myzocallidinae — Betulaphis — Calaphis — Eucallipterus — Euceraphis — Myzocallis — Pterocallis — Takecallis — Therioaphis — Tuberculatus …
- Подсемейство Neophyllaphidinae — Neophyllaphis
- Подсемейство Pemphiginae (или Pemphigidae; syn. Eriosomatinae)
  - Триба Eriosomatini: Aphidounguis — Byrsocryptoides — Colopha — Colophina — Eriosoma — Gharesia — Grylloprociphilus — Hemipodaphis — Kaltenbachiella — Neopemphigus — Neoprociphilus — Paracolopha — Shizoneura — Schizoneurata — Shizoneurella — Tetraneura
  - Триба Fordini: Aloephagus — Aploneura — Forda — Geoica — Melaphis — Nurudea — Schlechtendalia — Smynthurodes
  - Триба Pemphigini: Epipemphigus — Formosaphis — Mimeuria — Mordvilkoja — Pachypappa — Pachypappella — Pemphigus — Thecabius
  - Триба Prociphilini: роды Gootiella, Pachypappa, Pachypapella, Prociphilus (Prociphilus fraxinifolii)
- Подсемейство Phloeomyzinae (или Phloeomyzidae): Phloeomyzus,
- Подсемейство Phyllaphidinae: Machilaphis, Phyllaphis
- Подсемейство Pterastheniinae: Neoantalus — Pterasthenia
- Подсемейство Pterocommatinae (или в Aphidinae)
- Подсемейство Saltusaphidinae: Allaphis — Iziphya — Juncobia — Neosaltusaphis — Nevskya — Peltaphis — Saltusaphis — Sminthuraphis — Strenaphis — Subiziphya — Subsaltusaphis — Thripsaphis
- Подсемейство Spicaphidinae: Neosensoriaphis — Neuquenaphis
- Подсемейство Taiwanaphidinae: роды Sensoriaphis и Taiwanaphis
- Подсемейство Tamaliinae: Tamalia
- Подсемейство Thelaxinae (или Thelaxidae): Glyphina — Kurisakia — Neothelaxes — Thelaxes

## Фотогалерея

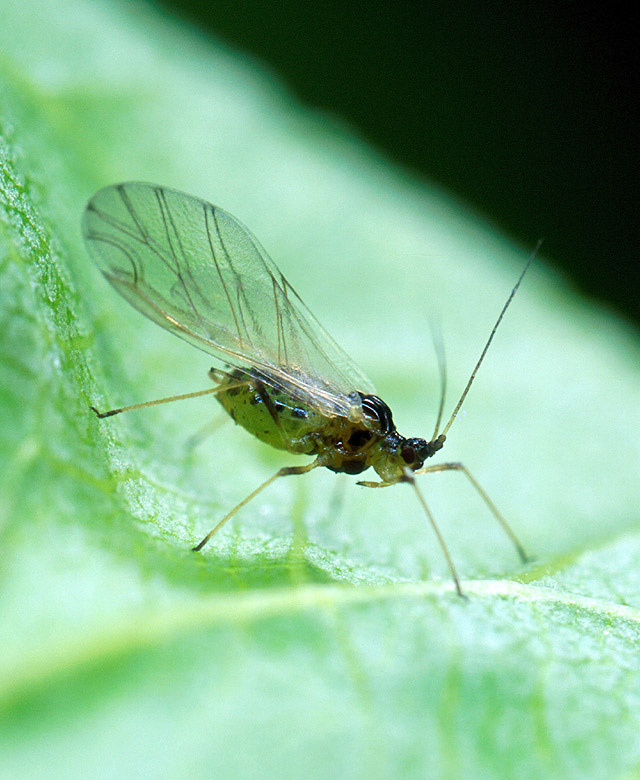
Myzus persicae
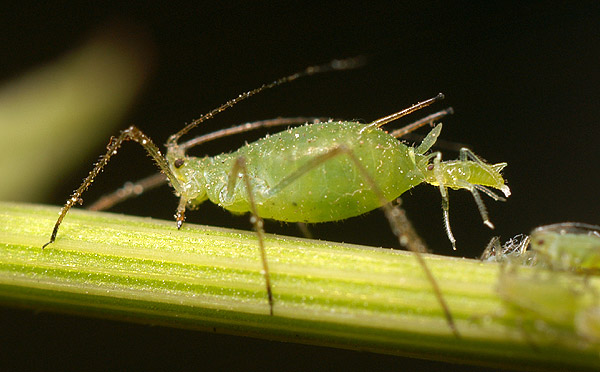
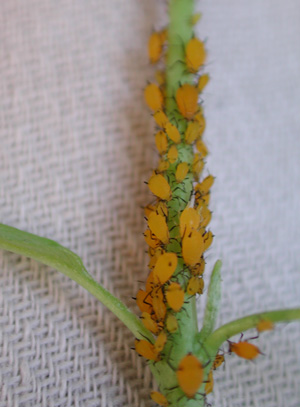
Aphis nerii
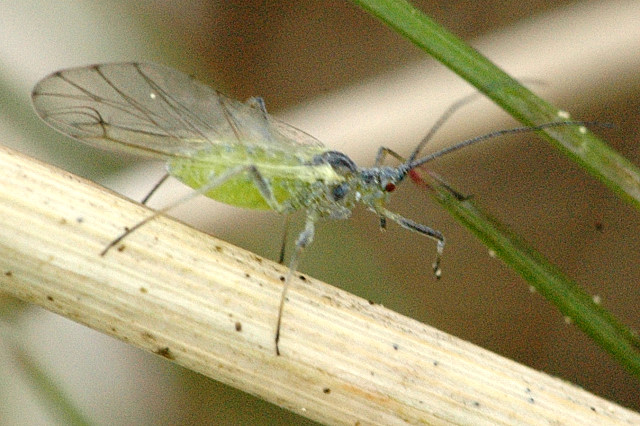
Myzus persicae
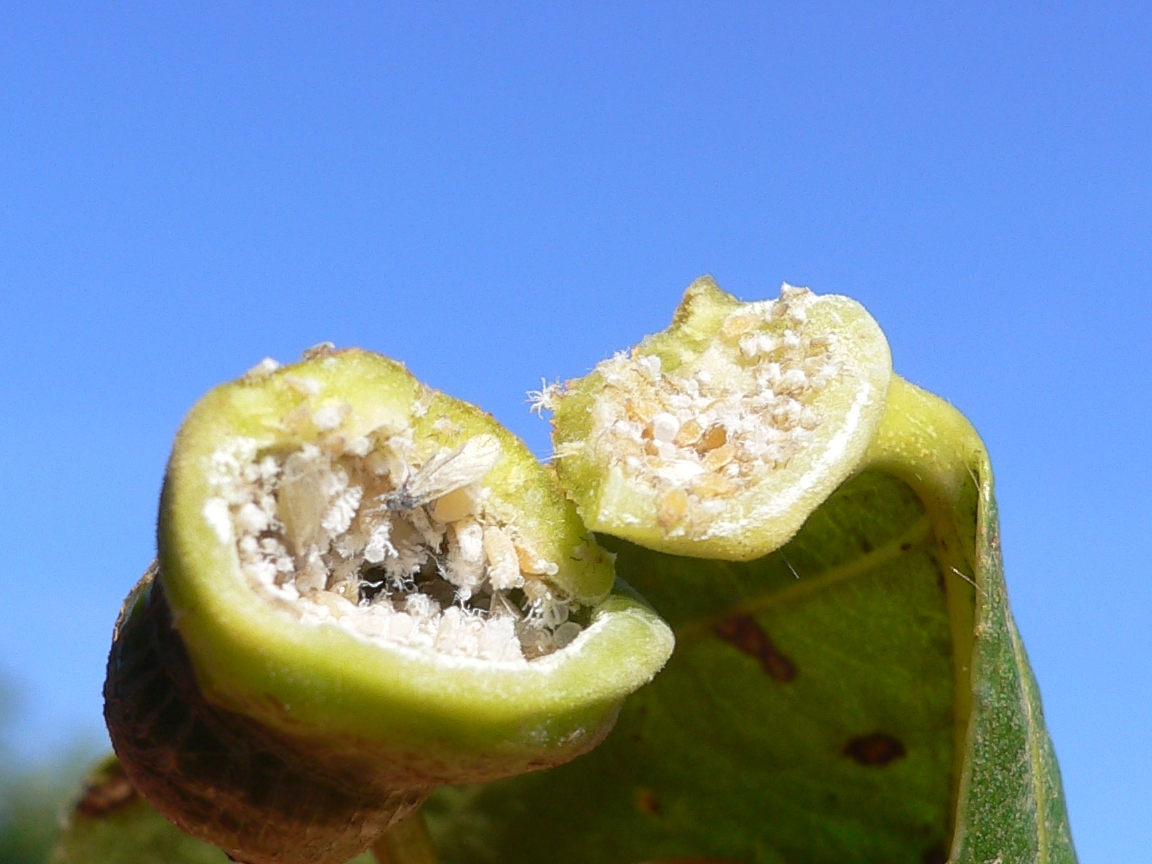
Тли Pemphigus spirothecae, имеющие солдат
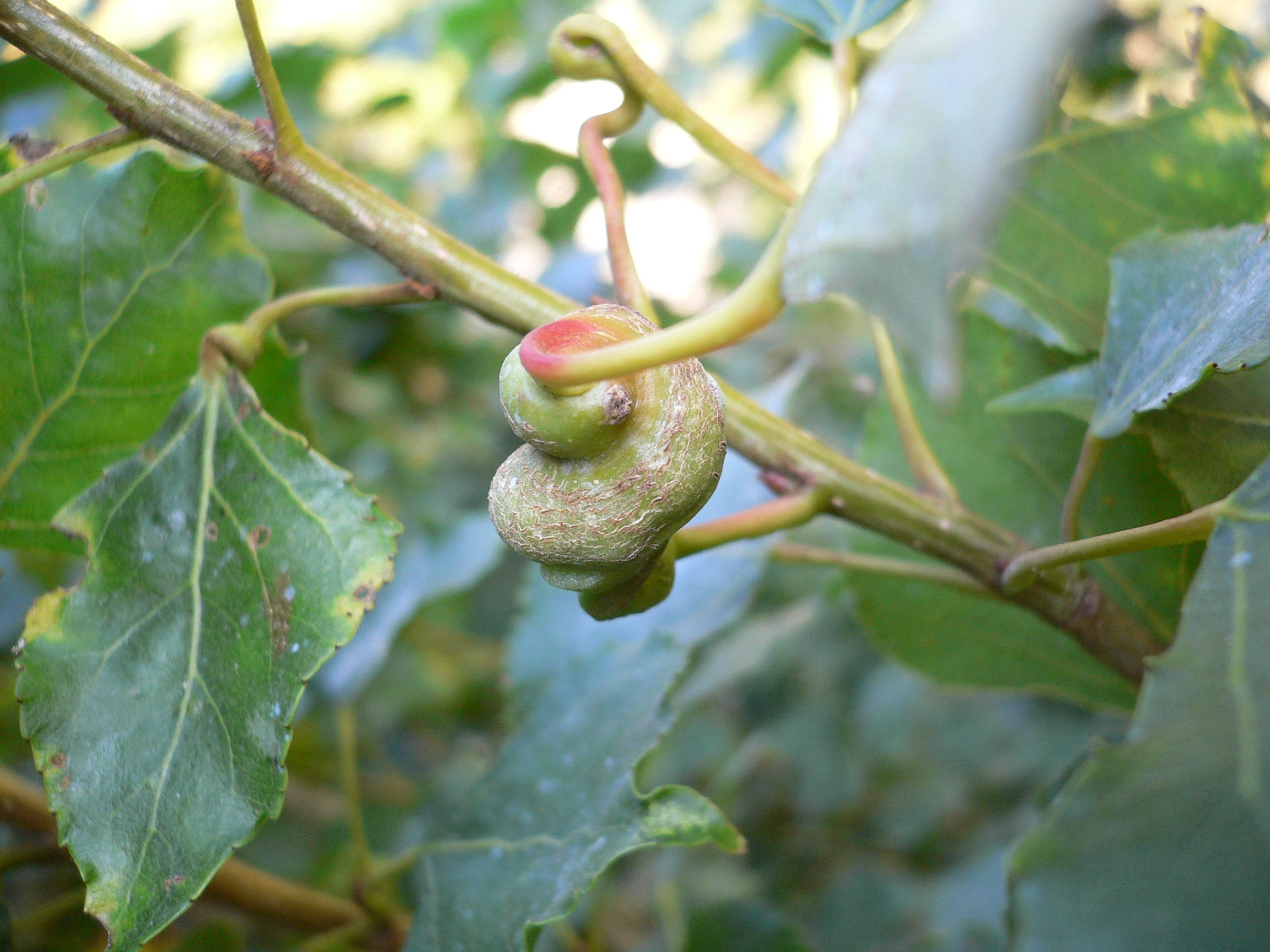
Pemphigus spirothecae
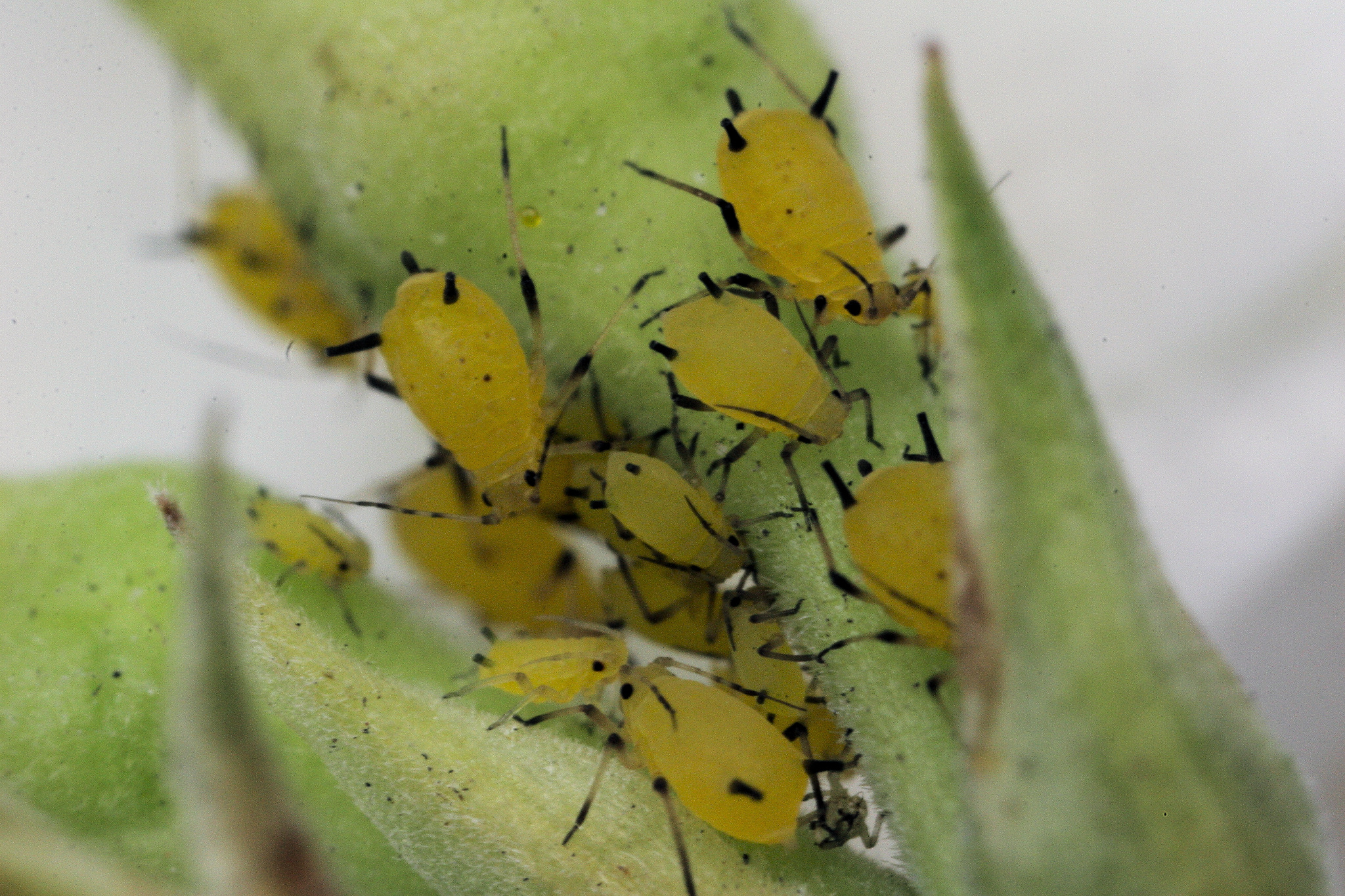
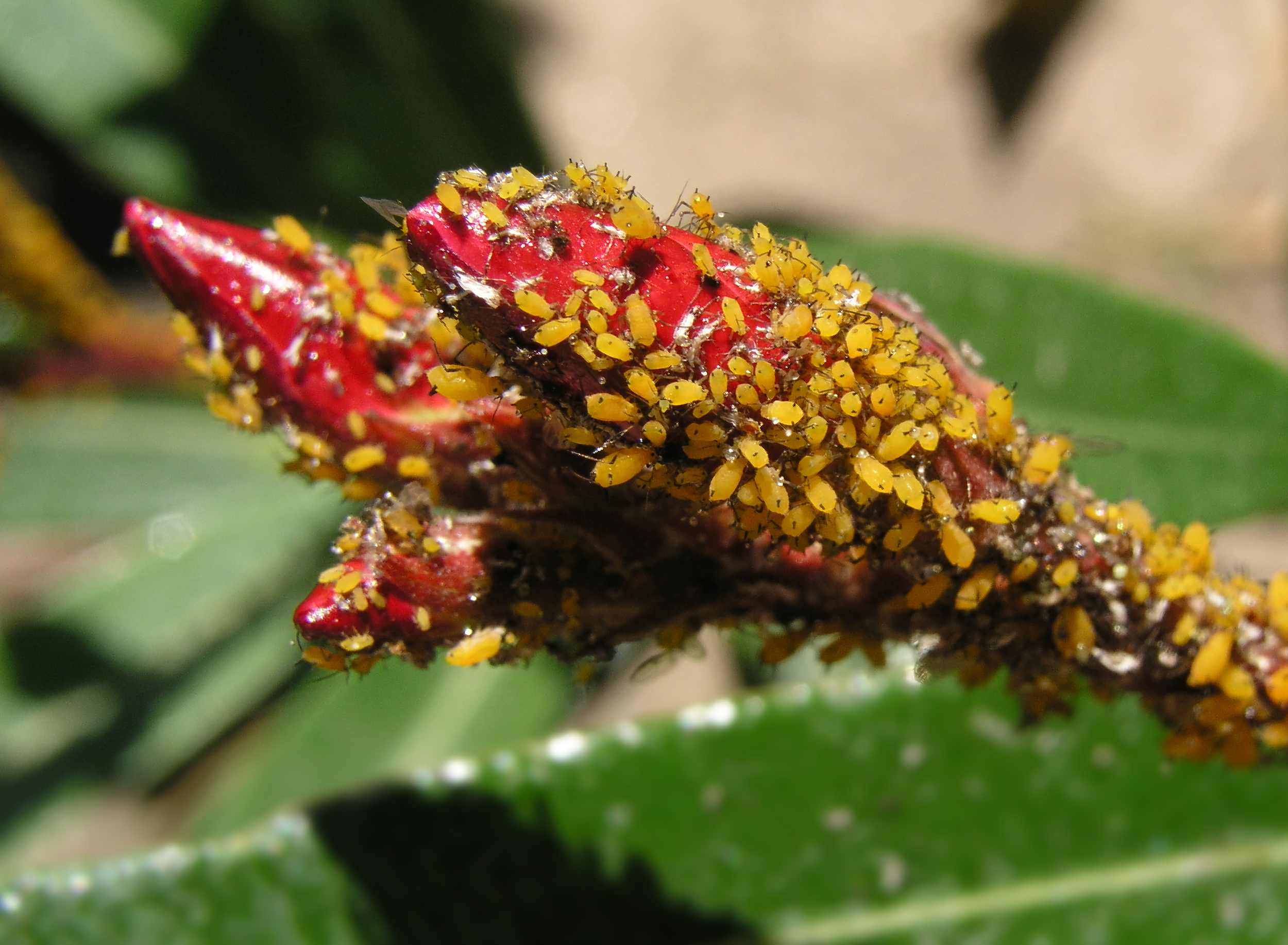
Aphis nerii на почках Nerium oleander.
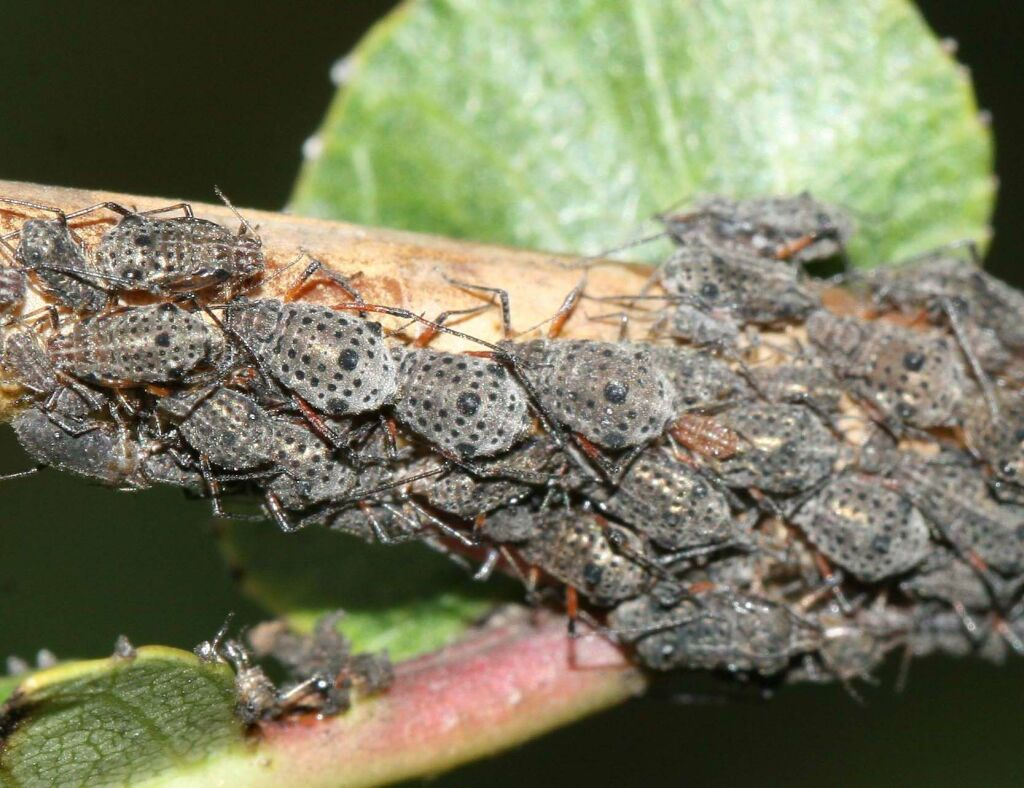
Cinara
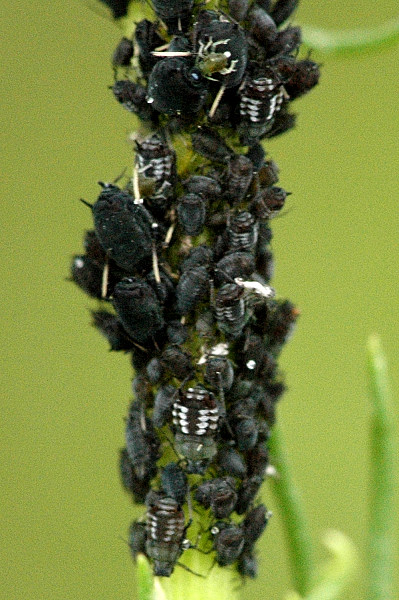
Macrosiphoniella tapuskae
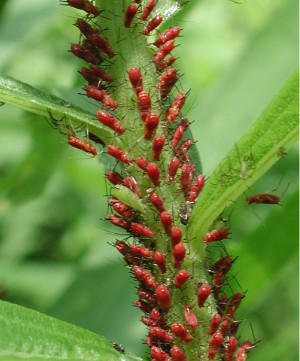
Тли, облепившие ствол растения